# Boven
Boven är en kulle på den norra delen av ön Sint Eustatius i Karibiska Nederländerna. Den är belägen inom Quill/Bovens nationalpark, cirka 4,3 kilometer nordväst om Oranjestad. Toppen på Boven är 289 meter över havet.